# Odległość Cooka
Odległość Cooka, dystans Cooka (ang. Cook's distance, Cook's D) – miara wykorzystywana w analizie regresji, służąca do wykrywania obserwacji odstających i oszacowania ich wpływu na cały model statystyczny. Jej twórcą jest amerykański statystyk R. Dennis Cook, który zaproponował ją w latach 70. XX wieku.
W ramach obliczania odległości Cooka porównuje się stopień dopasowania do danych empirycznych dwóch modeli: modelu pełnego (w którym uwzględniono wszystkie obserwacje) oraz modelu niepełnego (a więc zbioru w którym pominięto jedną, wybraną
obserwację).